# 4Ever (álbum de Prince)
4Ever es un álbum recopilatorio del músico estadounidense Prince. Fue publicado meses después de su fallecimiento y solo incluye temas publicados con Warner Bros entre 1978 y 1993. Incluye un tema inédito, "Moonbeam Levels" (descartado del álbum 1999).